# Академия Альбертина
Академия изящных искусств «Альбертина» (итал. Accademia Albertina, Torino) — художественный университет в итальянском городе Турин (область Пьемонт), основанный в 1678 году по примеру французской Академии живописи и скульптуры; ведёт свою историю от университета «Università dei Pittori, Scultori e Architetti»; была повторно создана в 1833 году как «Regia Accademia Albertina», получив новое здание и собственное музейное собрание; регулярно проводит выставки молодых художников.

## История и описание
В первой половине XVII века в Турине существовал «Университет живописцев, скульпторов и архитекторов» (Università dei Pittori, Scultori e Architetti), который в 1652 году был преобразован в «Compagnia di San Luca». В 1678 году «Компания» получила новое название — она стала «Академией живописцев, скульпторов и архитекторов»; примером стала Королевская академия в Париже. В 1778 году образовательное учреждение вновь сменило название — на Королевскую академию живописи и скульптуры.
В 1833 году Карл Альберт заново основал академию, дав ей новое название: «Regia Accademia Albertina». Академия переехала в новое помещение — во дворец, подаренный Карло Альберто, и смогла открыть художественную галерею, в основном в педагогических целях. Вскоре собрание галереи значительно расширилось: как за счёт гипсовых слепков и обширной библиотекой, так и за счёт гравюр, рисунков и фотографий. В XXI века Академия была реорганизовала и вновь открыла для широкой общественности свою пинакотеку, активизировав выставочную деятельность — с упором на конференции и семинары.
Академия Альбертина находится в партнерстве с частными организациями и региональными (или муниципальными) органами власти: такими как Фонд современного искусства Дена, Академия изящных искусств Брера, Молодежная секция муниципалитета Милана и Центр культуры Франка Милана. Сразу несколько фондов присуждают стипендии художникам и кураторам, окончившим академию, что дает им возможность поработать в Париже.